# جواو كوستا
جواو كوستا (بالبرتغالية: João Costa‏) هو مبارز بالسيف برتغالي، ولد في 21 يوليو 1920 في لشبونة في البرتغال، وتوفي في 3 أكتوبر 2010.

## وصلات خارجية
- جواو كوستا على موقع أوليمبيديا (الإنجليزية)